# Euselasia murina
Euselasia murina is een vlindersoort uit de familie van de prachtvlinders (Riodinidae), onderfamilie Euselasiinae.
Euselasia murina werd in 1925 beschreven door Stichel.